# فرازر دالي
فرازر دالي (بالإنجليزية: Frazer Dale)‏ هو لاعب كرة قدم أسترالية أسترالي، ولد في 10 نوفمبر 1993 في Benalla ‏ في أستراليا.

## وصلات خارجية
- فرازر دالي على موقع AustralianFootball.com (الإنجليزية)
- فرازر دالي على موقع AFLtables.com (الإنجليزية)